# Substantivation
La substantivation ou nominalisation consiste à transformer en substantif un mot qui n'appartient pas originellement à cette catégorie, notamment un adjectif ou un verbe (principalement à l'infinitif).

## Fonctionnement

### Substantivation infinitive
Selon l'Académie française, tous les infinitifs ne peuvent pas être substantivés, contrairement au latin ou au grec. « Le français ne peut pas, contrairement au latin ou au grec, substantiver tous ses infinitifs. On dit le coucher, mais non le dormir. Si certains verbes substantivés peuvent parfois avoir un complément à l’infinitif (le savoir-faire, le savoir-vivre), on observe également la substantivation possible de groupes formés d’un infinitif et d’un adverbe : on entend par exemple parler du bien mourir, ou encore du vivre ensemble ».

### Substantivation adjective ou participiale
Dans le cas de la substantivation d'un adjectif, le sens du nom commun est proche de l'adjectif dont il dérive. Des cas de substantivation peuvent se produire même lorsqu'un substantif préexiste.

## Rôle
En rhétorique politique et publicitaire, la nominalisation est la création d'une expression figée sur laquelle il est possible de condenser du sens, de renforcer son effet de suggestion et son pouvoir « accrocheur » par des jeux de mots ou des figures de style (sur l'ordre des mots — anaphore, gradation —, leur sonorité — allitération, paronomase —, ou leur sens — métaphore, antithèse) pour en faire des punchlines dont la brièveté et le martèlement visent à les inscrire dans la durée, à les installer dans les mémoires. Cette nominalisation est notamment mise en évidence dans la presse écrite pour son rôle anaphorique au niveau du titrage. « La nominalisation est un moyen grammatical, particulièrement utilisé dans la langue écrite pour construire les phrases des narrations et des exposés ; les nominalisations accroissent la densité d’un texte, permettant de hiérarchiser les données de l’expérience et les argumentations ».

## Exemples d'adjectifs substantivés en français
- pauvre → le pauvre
- beau → le beau (à comparer avec la beauté)[3]
- drôle → un drôle (gentilé), une drôlerie
- européen → un Européen – avec une majuscule dans ce cas, car c'est un gentilé (habitant de l'Europe).

« Je passe le plus clair de mon temps à l'obscurcir, parce que la lumière me gêne. »

— Boris Vian, L'Écume des jours

## Exemples d'infinitifs substantivés en français
- souper → le souper
- savoir + faire → le savoir-faire – ici, un substantif composé de deux infinitifs dont le second est l'objet du premier

## Sources
- Denis Apothéloz, La Construction du lexique français : principes de morphologie dérivationnelle, Gap/Paris, Ophrys, coll. « L'essentiel français », 2002, 164 p. (ISBN 2-7080-1008-5, lire en ligne)
- Claude Buridant, La Substantivation de l'infinitif en français : étude historique, Honoré Champion, 2008, 375 p. (ISBN 978-2-7453-1753-7 et 2-7453-1753-9, lire en ligne)